# Skegss
Skegss est un groupe de surf punk australien, originaire de Byron Bay, en Nouvelles Galles du Sud. Ils forment avec Dune Rats ou Hockey Dad, un renouveau du punk australien. 
Depuis 2014, ils ont sorti de nombreux EP et deux albums studio.

## Biographie
Skegss se forme autour de Ben Reed et Jonny Lani, d'anciens amis d'enfance qui se sont recroisés en 2014. Ils multiplient les concerts et démos auto-produites, avant de signer chez Ratbag, chez qui ils sortiront un premier EP remarqué : 50 push-ups for a dollar. Ils continueront avec le label jusqu'en 2018, date de sortie de leur premier album : My Own Mess.
Bien que les albums soient assez espacés, leur musique, acide et souvent humoristique, s'appuie sur un grand nombre de singles (17 en 5 ans) et de clips vidéos. 
Le 26 mars 2021 sort l'album Rehearsal.

## Membres
- Ben Reed – chant, guitare (2014 – présent)
- Jonny Lani – batterie (2014 – présent)
- Toby Cregan – basse, chant (2014 – présent)

## Discographie

### Albums studio
- 2018 : My Own Mess – Ratbag Records
- 2021 : Rehearsal – Loma Vista Recordings

### EP
- 2014 : Skegss – auto-produit
- 2014 : 3 Songs We Recorded with Adam When We Were in Melbourne – auto-produit
- 2015 : 50 Push Ups for a Dollar – Ratbag Records
- 2016 : Everyone Is Good at Something – Ratbag Records
- 2017 : Holiday Food – Ratbag Records
- 2024 : Pacific Highway Music -- Concord Records